# X-Men (serie di film)

Logo del franchise usato dal 2014 al 2020

X-Men è una serie di film di supereroi statunitense e universo condiviso basata sull'omonimo gruppo di Marvel Comics. Prodotta da Lauren Shuler Donner, per la 20th Century Fox, la serie è cominciata con X-Men (2000), diretto da Bryan Singer. Dopo aver diretto anche X-Men 2 (2003), Singer lascia la regia di X-Men - Conflitto finale (2006) a Brett Ratner. 
Dopo i primi tre film vengono realizzati una serie di spin-off e una serie prequel: X-Men le origini - Wolverine (2009), diretto da Gavin Hood, racconta le origini di Wolverine; X-Men - L'inizio (2011) narra invece le origini del Professor X e di Magneto e della nascita della loro amicizia e rivalità; Wolverine - L'immortale (2013) segue Wolverine dopo le vicende di Conflitto finale.
Nel 2014 è uscito X-Men - Giorni di un futuro passato, che segue gli eventi sia di X-Men - Conflitto finale che di X-Men - L'inizio; il film vede quindi il ritorno del cast originale accanto agli attori del prequel, oltre che di Singer alla regia. A febbraio 2016 esce il primo film spin-off incentrato sull'omonimo personaggio, Deadpool, seguito il 18 maggio e il 27 maggio dello stesso anno, rispettivamente in America e in Italia, da X-Men - Apocalisse. Nel 2017 è uscito Logan: The Wolverine, la cui trama si svolge nel futuro di un universo alternativo, mentre nel 2018 esce Deadpool 2, sequel del primo film. La serie viene portata avanti da X-Men: Dark Phoenix nel 2019 e da The New Mutants nel 2020. Nel 2024 è uscito Deadpool & Wolverine, film del Marvel Cinematic Universe e sequel di Deadpool 2, che omaggia il vecchio franchise e tutti i film della Fox, per poi introdurre i personaggi nell'MCU.
La serie, composta da 13 film, è il nono media franchise più redditizio della storia con un incasso di oltre 6 miliardi di dollari. Con l'acquisto da parte della Disney della 20th Century Fox, dopo le uscite di X-Men: Dark Phoenix e The New Mutants, sono stati cancellati tutti i progetti futuri inizialmente programmati e i personaggi verranno introdotti nel Marvel Cinematic Universe e saranno quindi i Marvel Studios a occuparsi dei futuri progetti del franchise. Si può prendere come esempio il film Deadpool & Wolverine, con molteplici riferimenti al mondo MCU.

## Film
| Film                                | Data di uscita USA       | Regia                    | Sceneggiatura                                                   | Soggetto                                                   | Produttori                                                         |
| Trilogia originale X-Men            | Trilogia originale X-Men | Trilogia originale X-Men | Trilogia originale X-Men                                        | Trilogia originale X-Men                                   | Trilogia originale X-Men                                           |
| ----------------------------------- | ------------------------ | ------------------------ | --------------------------------------------------------------- | ---------------------------------------------------------- | ------------------------------------------------------------------ |
| X-Men                               | 14 luglio 2000           | Bryan Singer             | David Hayter                                                    | Tom DeSanto, Bryan Singer                                  | Lauren Shuler Donner, Ralph Winter                                 |
| X-Men 2                             | 2 maggio 2003            | Bryan Singer             | Michael Dougherty, Dan Harris, David Hayter                     | Zak Penn, David Hayter, Bryan Singer                       | Lauren Shuler Donner, Ralph Winter                                 |
| X-Men - Conflitto finale            | 26 maggio 2006           | Brett Ratner             | Simon Kinberg, Zak Penn                                         | Simon Kinberg, Zak Penn                                    | Lauren Shuler Donner, Ralph Winter, Avi Arad                       |
| Trilogia di Wolverine               |                          |                          |                                                                 |                                                            |                                                                    |
| X-Men le origini - Wolverine        | 1º maggio 2009           | Gavin Hood               | David Benioff, Skip Woods                                       | David Benioff, Skip Woods                                  | Lauren Shuler Donner, Ralph Winter, Hugh Jackman, John Palermo     |
| Wolverine - L'immortale             | 26 luglio 2013           | James Mangold            | Mark Bomback, Scott Frank                                       | Mark Bomback, Scott Frank                                  | Lauren Shuler Donner, Hutch Parker                                 |
| Logan: The Wolverine                | 3 marzo 2017             | James Mangold            | Scott Frank, James Mangold, Michael Green                       | James Mangold                                              | Lauren Shuler Donner, Simon Kinberg, Hutch Parker                  |
| Film prequel di X-Men               |                          |                          |                                                                 |                                                            |                                                                    |
| X-Men - L'inizio                    | 3 giugno 2011            | Matthew Vaughn           | Ashley Edward Miller, Zack Stentz, Jane Goldman, Matthew Vaughn | Sheldon Turner, Bryan Singer                               | Lauren Shuler Donner, Bryan Singer, Simon Kinberg, Gregory Goodman |
| X-Men - Giorni di un futuro passato | 23 maggio 2014           | Bryan Singer             | Simon Kinberg                                                   | Jane Goldman, Simon Kinberg, Matthew Vaughn                | Lauren Shuler Donner, Bryan Singer, Simon Kinberg, Hutch Parker    |
| X-Men - Apocalisse                  | 27 maggio 2016           | Bryan Singer             | Simon Kinberg                                                   | Bryan Singer, Simon Kinberg, Michael Dougherty, Dan Harris | Lauren Shuler Donner, Bryan Singer, Simon Kinberg, Hutch Parker    |
| X-Men: Dark Phoenix                 | 7 giugno 2019            | Simon Kinberg            | Simon Kinberg                                                   | Simon Kinberg                                              | Lauren Shuler Donner, Simon Kinberg, Hutch Parker, Todd Hallowell  |
| Film di Deadpool                    |                          |                          |                                                                 |                                                            |                                                                    |
| Deadpool                            | 12 febbraio 2016         | Tim Miller               | Rhett Reese, Paul Wernick                                       | Rhett Reese, Paul Wernick                                  | Lauren Shuler Donner, Simon Kinberg, Ryan Reynolds                 |
| Deadpool 2                          | 18 maggio 2018           | David Leitch             | Rhett Reese, Paul Wernick, Ryan Reynolds                        | Rhett Reese, Paul Wernick, Ryan Reynolds                   | Lauren Shuler Donner, Simon Kinberg, Ryan Reynolds                 |
| Spin-off                            |                          |                          |                                                                 |                                                            |                                                                    |
| The New Mutants                     | 28 agosto 2020           | Josh Boone               | Josh Boone, Knate Lee                                           | Josh Boone, Knate Lee                                      | Simon Kinberg, Karen Rosenfelt, Lauren Shuler Donner               |

### Trilogia originaleX-Men

#### X-Men(2000)
La serie cinematografica dedicata agli X-Men inizia nel 2000 con X-Men di Bryan Singer. La trama è incentrata sui tentativi di Charles Xavier e dei suoi allievi di fermare il mutante Magneto, in continua lotta con il genere umano. La trama è narrata per lo più dal punto di vista di Rogue e Wolverine, i veri protagonisti della pellicola. Una versione estesa intitolata X-Men 1.5 è stata distribuita per il mercato home video.

#### X-Men 2(2003)
Nel 2003 Bryan Singer torna dietro la macchina da presa per dirigere X-Men 2, che riprende gli eventi del primo film. La trama si concentra di più sul passato di Wolverine, ma la lotta con Magneto è sostituita dal confronto fra mutanti e quegli umani che non li accettano. Personaggi già apparsi, come Uomo Ghiaccio e Pyro, acquistano maggiore rilevanza e vengono introdotti nuovi personaggi importanti come Nightcrawler. Il cast è per lo più confermato.

#### X-Men - Conflitto finale(2006)
Nel 2006 Bryan Singer viene sostituito da Brett Ratner alla regia di X-Men - Conflitto finale. La storia di Wolverine viene abbandonata e la trama si concentra sulla doppia identità di Jean Grey, che diventa una minaccia per il genere umano, e sui tentativi del governo di imporre una cura per il gene mutante. Vengono introdotti nuovi personaggi storici, come Bestia e Angelo, ma il cast rimane invariato per quanto riguarda i personaggi principali.

### Trilogia diWolverine

#### X-Men le origini - Wolverine(2009)
Nel 2009 esce X-Men le origini - Wolverine, primo spin-off della serie e prequel della trilogia originale; la regia passa a Gavin Hood. La trama del film è completamente incentrata sulle origini di Wolverine, sul suo rapporto conflittuale con il fratellastro Victor Creed e sulla nascita della tacita guerra fra militari senza scrupoli e mutanti.

#### Wolverine - L'immortale(2013)
Secondo spin-off dedicato a Wolverine, viene nuovamente interpretato da Hugh Jackman e diretto stavolta da James Mangold. Il film è sceneggiato da Christopher McQuarrie ed è basato sulla miniserie degli anni ottanta scritta da Chris Claremont e Frank Miller e ambientata in Giappone. Gli avvenimenti di questo film si svolgono cinque anni dopo X-Men - Conflitto finale e la figura di Jean Grey appare diverse volte come visione a Wolverine, a causa dei suoi sensi di colpa. Del film esiste una versione estesa che porta il minutaggio della pellicola da 126 a 138 minuti, nonché un finale alternativo con il costume classico dei fumetti di Wolverine.

#### Logan: The Wolverine(2017)
Nel novembre 2013, la 20th Century Fox ha iniziato le trattative per un nuovo film su Wolverine, parlando anche con Mangold, già regista di Wolverine - L'immortale, per un potenziale sequel. Mangold ha dichiarato che questo film è ispirato ad altre storie tratte dai fumetti e sarà prodotto dopo X-Men - Apocalisse. Hugh Jackman torna nel ruolo di Wolverine mentre David James Kelly è stato assunto per scrivere la sceneggiatura del film. Il film è uscito il 3 marzo 2017 e si svolge in un futuro prossimo alternativo rispetto ai capitoli precedenti. Dal 16 maggio 2017 la pellicola è stata distribuita nelle sale statunitensi in versione bianco e nero. Questa edizione del film, intitolata Logan Noir, è stata successivamente distribuita in DVD e Blu-ray. Pur essendo un film girato a colori, il regista James Mangold ha affermato che le riprese sono state effettuate tenendo a mente come le scene avrebbero reso in bianco e nero.

### Film prequel diX-Men

#### X-Men - L'inizio(2011)
Il film narra le origini della squadra di mutanti originale e si svolge prima degli eventi della trilogia originale. L'intero cast è stato modificato in quanto i diversi personaggi sono molto più giovani rispetto alle loro controparti dei film precedenti. Inoltre vengono introdotti nuovi mutanti, come Banshee e Havok, e la trama si concentra anche sul difficile rapporto d'amicizia tra Charles Xavier e Magneto. Il film è uscito nel giugno 2011 ed è diretto da Matthew Vaughn sulla base del soggetto di Bryan Singer, il quale torna a occuparsi della serie mutante dopo 8 anni d'assenza.

#### X-Men - Giorni di un futuro passato(2014)
Basato sull'omonimo arco narrativo del 1981, il film segue gli eventi sia di X-Men - L'inizio, che di Wolverine - L'immortale. Bryan Singer, il regista dei primi 2 film, torna dietro la macchina da presa, mentre Matthew Vaughn ha scritto la sceneggiatura. La storia è divisa in due timeline, una ambientata nel futuro del 2023 con gli X-Men e l'altra nel 1973 con i giovani Charles Xavier, Magneto e gli altri mutanti. Una versione estesa chiamata The Rogue Cut è stata distribuita per l'home video il 13 luglio 2015. In questo montaggio alternativo del film vengono reinserite le scene di Anna Paquin nel ruolo di Rogue, tagliate nella versione cinematografica, assieme ad altre sequenze estese o leggermente rimontate.

#### X-Men - Apocalisse(2016)
Nel dicembre 2013 il regista Bryan Singer annuncia tramite Twitter l'anno di uscita di X-Men - Apocalisse, cioè il 2016. Singer ha dichiarato che il film è incentrato sull'origine dei mutanti, è ambientato negli anni ottanta ed è più un sequel di L'inizio rispetto a Giorni di un futuro passato. Simon Kinberg, Dan Harris e Michael Dougherty hanno lavorato con Singer alla sceneggiatura. La pellicola esce il 27 maggio 2016 negli Stati Uniti d'America e alcuni giorni prima in altre nazioni del mondo.

#### X-Men: Dark Phoenix(2019)
Nel febbraio 2017 Sophie Turner, interprete della giovane Jean Grey già nel precedente X-Men - Apocalisse, annuncia che le riprese di questo nuovo capitolo, nonché ultimo film della tetralogia prequel, sarebbero iniziate nel maggio dello stesso anno. Il film, originariamente previsto per il 2 novembre 2018 e il 14 febbraio 2019, è stato infine distribuito il 7 giugno 2019 e diretto da Simon Kinberg, al suo esordio come regista, con gran parte del cast principale di Apocalisse confermato. Anche il personaggio di Dazzler ha un piccolo ruolo nel film e Jessica Chastain interpreta la villain Vuk. Le riprese sono iniziate a giugno 2017 e si sono concluse nell'ottobre dello stesso anno.

### Film diDeadpool

#### Deadpool(2016)
Deadpool è un film del 2016 diretto da Tim Miller. Basato sull'omonimo personaggio dei fumetti Marvel Comics, è l'ottava pellicola di film sugli X-Men ed è interpretato da Ryan Reynolds, Ed Skrein, Morena Baccarin, Andre Tricoteux, Brianna Hildebrand, T. J. Miller, Gina Carano e Leslie Uggams.

#### Deadpool 2(2018)
Deadpool 2 è un film del 2018 diretto da David Leitch. Basato sull'omonimo personaggio dei fumetti Marvel, è l'undicesimo film della saga sugli X-Men, sequel di Deadpool, ed è interpretato da Ryan Reynolds, Josh Brolin, Morena Baccarin, Julian Dennison, Zazie Beetz, T. J. Miller, Brianna Hildebrand e Jack Kesy.

### Spin-off

#### The New Mutants(2020)
Nel maggio 2015 Josh Boone viene assunto per scrivere e dirigere un film basato sui Nuovi Mutanti. Il film è uno spin-off della serie degli X-Men; a co-scrivere la sceneggiatura è Knate Gwaltney, mentre Donner e Kinberg fungono da produttori. Del cast del film fanno parte Anya Taylor-Joy nel ruolo di Illyana Rasputin/Magik, Maisie Williams in quello di Rahne Sinclaire/Wolfsbane e Charlie Heaton in quello di Sam Guthrie/Cannonball. Il film, inizialmente previsto per il 2 aprile 2020, è stato distribuito nelle sale americane il 28 agosto 2020 e in Italia il 2 settembre dello stesso anno, a causa della pandemia di COVID-19.

## Serie televisive

### Legion(2017-2019)
Prodotta Marvel Television per il canale FX, è scritta e prodotta da Noah Hawley. La serie è basata sul personaggio di David Heller/Legione, figlio del Professor X. La serie è scollegata dall'universo dei film, pur facendo parte del franchise Fox sui mutanti.

### The Gifted(2017-2019)
Una seconda serie basata sull'universo mutante è andata in onda nel 2017 ed è stata cancellata dopo due sole stagioni nel 2019. La serie è ambientata nell'universo dei film, seppur in una linea temporale differente.

## Progetti cancellati o rielaborati
Diversi progetti furono abbandonati nel corso della storia cinematografica della serie.
- Uno spin-off dedicato alla vita del mutante Magneto, dal titolo X-Men le origini - Magneto (X-Men origins: Magneto) con maggiore attenzione sulla sua infanzia e adolescenza come ebreo ai tempi del nazismo[24][25][26][27] era stato preso in considerazione, ma in seguito venne scartato e ripreso come spunto per X-Men - L'inizio, in cui il personaggio di Magneto viene narrato nuovamente ponendo l'accento sulla sua infanzia, la sua personalità e sulle scelte che lo porteranno a diventare l'amico e rivale del Professor X.
- Un possibile film sul personaggio di Emma Frost venne invece scartato del tutto.[28]
- Nel 2014 è stato riportato che la Fox stesse prendendo in considerazione l'idea di un film incentrato sul singolo personaggio di Mystica.[29]
- Un film crossover che avrebbe incluso tutti i personaggi dei fumetti Marvel i cui diritti erano nelle mani della Fox, ovvero gli X-Men, i Fantastici Quattro, Daredevil e Deadpool, fu preso in considerazione a partire dal 2010: Zack Stentz e Ashley Edward Miller avrebbero dovuto scrivere la sceneggiatura, mentre Paul Greengrass fu scelto come regista.[30] Anche Warren Ellis scrisse un copione per il film.[31] Successivamente, il consulente creativo per film basati sulla Marvel, Mark Millar, assunto dalla Fox, ha dichiarato che il nuovo reboot dei Fantastici Quattro avrebbe condiviso lo stesso universo di quello degli X-Men.[32] Nel dicembre 2013, Simon Kinberg ha firmato un contratto di tre anni per la creazione di un universo condiviso simile a quello del Marvel Cinematic Universe.[33] Sia Singer che Josh Trank hanno espresso dichiarazioni a favore di un film crossover, simile a The Avengers. Nell'agosto 2015, Simon Kinberg ha invece dichiarato che i due film non condividono lo stesso universo, ma sono in universi paralleli e un crossover sarebbe difficile da sviluppare, per quanto interessante.[34]
- In aggiunta a Legion e The Gifted, una terza serie TV, intitolata Hellfire, era prevista per il canale Fox Television. La serie avrebbe avuto Evan Katz, Manny Coto (produttori di 24), Patrick McKay e JD Payne (precedenti sceneggiatori di Star Trek 3) come co-creatori. È stato annunciato che la serie non verrà più prodotta. Tra i produttori esecutivi figuravano anche Bryan Singer, Lauren Shuler Donner, Simon Kinberg (X-Men - Giorni di un futuro passato), Jeph Loeb, Jim Chory (Agents of S.H.I.E.L.D., Daredevil) e John Cameron.[35]
- La produttrice Donner ha espresso più volte il suo interesse nella realizzazione di un film su Gambit, con l'attore Channing Tatum come protagonista. In seguito a un incontro fra i due,[36] è stato confermato che Tatum avrebbe interpretato Gambit nel film.[37] Nel giugno 2015 Rupert Wyatt viene assunto come regista, ma abbandona tale ruolo nel settembre dello stesso anno.[38] La data prevista era fissata per il 6 ottobre 2017 e il 7 giugno 2019, ma il 28 settembre 2018 la Fox ha ufficializzato l'uscita del film al 13 marzo 2020.[16] Il regista inizialmente selezionato era Gore Verbinski[39] ma ha poi rinunciato all'incarico.[40] Il film è stato cancellato dalla Disney dopo l'acquisizione della 20th Century Fox.
- Nel luglio 2013 Jeff Wadlow è stato assunto per scrivere la sceneggiatura di un film sulla X-Force, mentre Donner sarà la produttrice, tuttavia due mesi dopo Wadlow ha lasciato il progetto.[41] Drew Goddard avrebbe dovuto scrivere e dirigere il film mentre Mark Millar, come consulente sulle trasposizioni Marvel, dichiarò che i protagonisti sarebbero stati cinque, e tra di essi furono confermati Deadpool, Cable e Domino.[42] Tuttavia, dopo l'acquisizione della 20th Century Fox da parte della Disney, il film è stato cancellato.
- I lavori su un terzo film di Deadpool iniziarono a novembre 2016. Rhett Reese e Paul Wernick affermarono che la produzione del film sarebbe iniziata una volta terminati i lavori su un film sulla X-Force.[43] A seguito dell'acquisto della 20th Century Fox da parte della Disney (Marzo 2019), Ryan Reynolds ha confermato che il terzo film di Deadpool è stato rielaborato, in collaborazione con i Marvel Studios. Reynolds e Josh Brolin riprenderanno i rispettivi ruoli di Deadpool e Cable.[44] C'era una volta Deadpool, la versione PG-13 di Deadpool 2, è stata attentamente presa in considerazione dalla Disney e dai Marvel Studios per vedere come avrebbero potuto gestire il personaggio nel contesto PG-13 dell'MCU.[45] Nel gennaio 2021 Kevin Feige conferma che il capitolo sarà incluso nel Marvel Cinematic Universe e sarà vietato ai minori di 17 anni non accompagnati.[46] Reynolds ha in seguito descritto l'eventuale trama della terza pellicola, in caso il progetto fosse rimasto in mano alla Fox, come un road movie con Deadpool e Wolverine, implicando il ritorno di Hugh Jackman nel ruolo.[47] Il film è uscito il 26 luglio 2024 con il titolo di Deadpool & Wolverine, ed è legato alla Fase 5 dell'MCU.
- I sequel senza titolo di The New Mutants: nel primo sequel sarebbe avvenuta un’invasione aliena in Brasile.[senza fonte] Il terzo film sarebbe stato un adattamento dell'arco narrativo Inferno.[senza fonte] Gli ultimi due capitoli della trilogia avrebbero introdotto altri personaggi nella formazione e avrebbero fatto da crossover con altri film della serie X-Men.[senza fonte]

## Cronologia
Gli eventi dei film vengono divisi in due "linee temporali"; la linea temporale originale e quella nuova. Hugh Jackman inizialmente aveva suggerito che l'ambientazione di Logan: The Wolverine fosse in una linea temporale alternativa e che non seguisse i film prequel, prima che il regista James Mangold dichiarasse la correlazione tra questi ultimi e il film; in seguito, Marvel classificò ufficialmente il film in un universo separato rispetto alla serie cinematografica in The Official Handbook of the Marvel Universe: A-Z. All'interno del multiverso Marvel, la linea temporale originale viene indicata come Terra-10005, gli eventi di Deadpool 2 come Terra-41633 e gli eventi di Logan come Terra-17315, mentre la nuova linea temporale, costituita dai film prequel, Deadpool e The New Mutants rimane senza una designazione ufficiale.
 

Con l'avvento di Deadpool nel MCU si potrebbe considerare che i due film di quest'ultimo, assieme al terzo, e il film di Logan: The Wolverine facciano parte dello stessa linea temporale: Terra-10005, e dall'apparizione di parte del cast di Giorni di un Futuro Passato in Deadpool 2 lascia intuire che Terra 10005 sia la linea temporale creata dal viaggio nel tempo degli X Men in GDUFP.

## Personaggi e interpreti
Questa sezione include i personaggi che sono apparsi nella serie:
- La cella vuota e grigia scura indica che il personaggio non è presente nel film.
- A indica un'apparizione attraverso filmati o audio d'archivio.
- C indica un cameo.
- O indica una versione più anziana del personaggio.
- P indica un'apparizione in fotografie sullo schermo.
- V indica un ruolo solo vocale.
- Y indica una versione più giovane del personaggio.

| Personaggio                               | Trilogia originale X-Men  | Trilogia originale X-Men                            | Trilogia originale X-Men | Trilogia di Wolverine               | Trilogia di Wolverine   | Trilogia di Wolverine | Film prequel di X-Men                         | Film prequel di X-Men                        | Film prequel di X-Men         | Film prequel di X-Men | Film di Deadpool               | Film di Deadpool               | Spin-off        |
| Personaggio                               | X-Men                     | X-Men 2                                             | X-Men - Conflitto finale | X-Men le origini - Wolverine        | Wolverine - L'immortale | Logan: The Wolverine  | X-Men - L'inizio                              | X-Men - Giorni di un futuro passato          | X-Men - Apocalisse            | X-Men: Dark Phoenix   | Deadpool                       | Deadpool 2                     | The New Mutants |
| Personaggio                               | X-Men                     | X-Men                                               | X-Men                    | X-Men                               | X-Men                   | X-Men                 | X-Men                                         | X-Men                                        | X-Men                         | X-Men                 | X-Men                          | X-Men                          | X-Men           |
| ----------------------------------------- | ------------------------- | --------------------------------------------------- | ------------------------ | ----------------------------------- | ----------------------- | --------------------- | --------------------------------------------- | -------------------------------------------- | ----------------------------- | --------------------- | ------------------------------ | ------------------------------ | --------------- |
| James "Logan" Howlett Wolverine           | Hugh Jackman              | Hugh Jackman                                        | Hugh Jackman             | Hugh JackmanTroye SivanY            | Hugh Jackman            | Hugh Jackman          | Hugh Jackman                                  | Hugh Jackman                                 | Hugh JackmanC                 |                       | Hugh JackmanP                  | Hugh JackmanC                  |                 |
| Charles Xavier Professor X                | Patrick Stewart           | Patrick Stewart                                     | Patrick Stewart          | Patrick StewartC                    | Patrick StewartC        | Patrick Stewart       | James McAvoyLaurence BelcherY                 | Patrick StewartJames McAvoyLaurence BelcherY | James McAvoy                  | James McAvoy          |                                | James McAvoyC                  |                 |
| Scott Summers Ciclope                     | James Marsden             | James Marsden                                       | James Marsden            | Tim Pocock                          |                         |                       |                                               | James MarsdenC                               | Tye Sheridan                  | Tye Sheridan          |                                | Tye SheridanC                  |                 |
| Ororo Munroe Tempesta                     | Halle Berry               | Halle Berry                                         | Halle Berry              |                                     | Halle BerryP            |                       |                                               | Halle Berry                                  | Alexandra Shipp               | Alexandra ShippC      |                                |                                |                 |
| Jean Grey Fenice                          | Famke Janssen             | Famke Janssen                                       | Famke JanssenHaley RammY |                                     | Famke Janssen           |                       |                                               | Famke JanssenC                               | Sophie Turner                 | Sophie Turner         |                                |                                |                 |
| Henry "Hank" McCoy Bestia                 |                           | Steve BacicC                                        | Kelsey Grammer           |                                     |                         |                       | Nicholas Hoult                                | Nicholas HoultKelsey GrammerCO               | Nicholas Hoult                | Nicholas Hoult        |                                | Nicholas HoultC                |                 |
| Kurt Wagner Nightcrawler                  |                           | Alan Cumming                                        |                          |                                     |                         |                       |                                               |                                              | Kodi Smit-McPhee              | Kodi Smit-McPhee      |                                | Kodi Smit-McPheeC              |                 |
| Marie D'Ancanto Rogue                     | Anna Paquin               | Anna Paquin                                         | Anna Paquin              |                                     |                         |                       |                                               | Anna PaquinC                                 |                               |                       |                                |                                |                 |
| Robert "Bobby" Drake Uomo Ghiaccio        | Shawn Ashmore             | Shawn Ashmore                                       | Shawn Ashmore            |                                     |                         |                       |                                               | Shawn Ashmore                                |                               |                       |                                |                                |                 |
| Alexander "Alex" Summers Havok            |                           |                                                     |                          |                                     |                         |                       | Lucas Till                                    | Lucas Till                                   | Lucas Till                    |                       |                                |                                |                 |
| Kitty Pryde Shadowcat                     | Sumela KayC               | Katie StuartC                                       | Ellen Page               |                                     |                         |                       |                                               | Ellen Page                                   |                               |                       |                                |                                |                 |
| Piotr "Peter" Rasputin Colosso            |                           | Daniel Cudmore                                      | Daniel Cudmore           |                                     |                         |                       |                                               | Daniel Cudmore                               |                               |                       | Andre TricoteuxStefan KapičićV | Andre TricoteuxStefan KapičićV |                 |
| Erik Lehnsherr Magneto                    | Ian McKellenBrett MorrisY | Ian McKellen                                        | Ian McKellen             |                                     | Ian McKellenC           |                       | Michael FassbenderBill MilnerY                | Ian McKellenMichael Fassbender               | Michael Fassbender            |                       |                                |                                |                 |
| Raven Darkhölme Mystica                   | Rebecca Romijn            | Rebecca Romijn                                      | Rebecca Romijn           |                                     |                         |                       | Jennifer LawrenceMorgan LilyYRebecca RomijnCO | Jennifer LawrenceMorgan LilyY                | Jennifer Lawrence             |                       |                                |                                |                 |
| John Allerdyce Pyro                       | Alexander BurtonC         | Aaron Stanford                                      | Aaron Stanford           |                                     |                         |                       |                                               |                                              |                               |                       |                                |                                |                 |
| Victor Creed Sabretooth                   | Tyler Mane                |                                                     |                          | Liev SchreiberMichael James OlsenY  |                         |                       |                                               |                                              |                               |                       |                                |                                |                 |
| Mortimer Toynbee Toad                     | Ray Park                  |                                                     |                          |                                     |                         |                       |                                               | Evan JonigkeitC                              |                               |                       |                                |                                |                 |
| Cain Marko Fenomeno                       |                           |                                                     | Vinnie Jones             |                                     |                         |                       |                                               |                                              |                               |                       |                                | Ryan Reynolds                  |                 |
| Callisto                                  |                           |                                                     | Dania Ramírez            |                                     |                         |                       |                                               |                                              |                               |                       |                                |                                |                 |
| James "Jamie" Madrox Uomo Multiplo        |                           |                                                     | Eric Dane                |                                     |                         |                       |                                               |                                              |                               |                       |                                |                                |                 |
| Elizabeth Braddock Psylocke               |                           |                                                     | Meiling MelançonC        |                                     |                         |                       |                                               |                                              | Olivia Munn                   |                       |                                |                                |                 |
| Philippa Sontag Arclight                  |                           |                                                     | Omahyra Mota             |                                     |                         |                       |                                               |                                              |                               |                       |                                |                                |                 |
| Maxwell Jordan Quill                      |                           |                                                     | Ken Leung                |                                     |                         |                       |                                               |                                              |                               |                       |                                |                                |                 |
| Arma X                                    |                           |                                                     |                          |                                     |                         |                       |                                               |                                              |                               |                       |                                |                                |                 |
| Yuriko Oyama Lady Deathstrike             |                           | Kelly Hu                                            |                          |                                     |                         |                       |                                               |                                              |                               |                       |                                |                                |                 |
| Frederick J. Dukes Blob                   |                           |                                                     |                          | Kevin Durand                        |                         |                       |                                               |                                              | Giant Gustav Claude OuimetC   |                       |                                |                                |                 |
| John Wraith Kestrel                       |                           |                                                     |                          | Will.i.am                           |                         |                       |                                               |                                              |                               |                       |                                |                                |                 |
| Christopher Nord Agente Zero              |                           |                                                     |                          | Daniel Henney                       |                         |                       |                                               |                                              |                               |                       |                                |                                |                 |
| Kayla Silverfox                           |                           |                                                     |                          | Lynn Collins                        |                         |                       |                                               |                                              |                               |                       |                                |                                |                 |
| Chris Bradley Bolt                        |                           |                                                     |                          | Dominic Monaghan                    |                         |                       |                                               |                                              |                               |                       |                                |                                |                 |
| Jason Stryker Mutante 143                 |                           | Michael Reid McKayKeely Purvis (proiezione mentale) |                          | Keely PurvisC                       |                         |                       |                                               |                                              |                               |                       |                                |                                |                 |
| Club infernale                            |                           |                                                     |                          |                                     |                         |                       |                                               |                                              |                               |                       |                                |                                |                 |
| Sebastian Shaw                            |                           |                                                     |                          |                                     |                         |                       | Kevin Bacon                                   |                                              |                               |                       |                                |                                |                 |
| Emma Frost                                |                           |                                                     |                          | Tahyna Tozzi                        |                         |                       | January Jones                                 |                                              |                               |                       |                                |                                |                 |
| Azazel                                    |                           |                                                     |                          |                                     |                         |                       | Jason Flemyng                                 | Jason FlemyngP                               |                               |                       |                                |                                |                 |
| Janos Quested Riptide                     |                           |                                                     |                          |                                     |                         |                       | Álex González                                 |                                              |                               |                       |                                |                                |                 |
| Angel Salvadore                           |                           |                                                     |                          |                                     |                         |                       | Zoë Kravitz                                   | Zoë KravitzP                                 |                               |                       |                                |                                |                 |
| Altri mutanti                             |                           |                                                     |                          |                                     |                         |                       |                                               |                                              |                               |                       |                                |                                |                 |
| Wade Wilson Deadpool                      |                           |                                                     |                          | Ryan ReynoldsScott Adkins (Arma XI) |                         |                       |                                               |                                              |                               |                       | Ryan Reynolds                  | Ryan Reynolds                  |                 |
| Remy LeBeau Gambit                        |                           |                                                     |                          | Taylor Kitsch                       |                         |                       |                                               |                                              |                               |                       |                                |                                |                 |
| Jubilation Lee Jubilee                    | Katrina FloreceC          | Kea WongC                                           | Kea WongC                |                                     |                         |                       |                                               |                                              | Lana Condor                   |                       |                                |                                |                 |
| Theresa Rourke-Cassidy Siryn              |                           | Shauna KainC                                        | Shauna KainC             |                                     |                         |                       |                                               |                                              |                               |                       |                                |                                |                 |
| Warren Worthington III Angelo / Arcangelo |                           |                                                     | Ben FosterCayden BoydY   |                                     |                         |                       |                                               |                                              | Ben Hardy                     |                       |                                |                                |                 |
| Sean Cassidy Banshee                      |                           |                                                     |                          |                                     |                         |                       | Caleb Landry Jones                            |                                              |                               |                       |                                |                                |                 |
| Armando Muñoz Darwin                      |                           |                                                     |                          |                                     |                         |                       | Edi Gathegi                                   |                                              |                               |                       |                                |                                |                 |
| Yukio                                     |                           |                                                     |                          |                                     | Rila Fukushima          |                       |                                               |                                              |                               |                       |                                |                                |                 |
| Ophelia Sarkissian Viper                  |                           |                                                     |                          |                                     | Svetlana Chodčenkova    |                       |                                               |                                              |                               |                       |                                |                                |                 |
| Pietro Maximoff Quicksilver               |                           |                                                     |                          |                                     |                         |                       |                                               | Evan Peters                                  | Evan Peters                   | Evan Peters           |                                |                                |                 |
| Lucas Bishop Alfiere                      |                           |                                                     |                          |                                     |                         |                       |                                               | Omar Sy                                      |                               |                       |                                |                                |                 |
| Clarice Ferguson Blink                    |                           |                                                     |                          |                                     |                         |                       |                                               | Fan Bingbing                                 |                               |                       |                                |                                |                 |
| Roberto Da Costa Sunspot                  |                           |                                                     |                          |                                     |                         |                       |                                               | Adan Canto                                   |                               |                       |                                |                                | Henry Zaga      |
| James Proudstar Warpath                   |                           |                                                     |                          |                                     |                         |                       |                                               | Booboo Stewart                               |                               |                       |                                |                                |                 |
| Eric Gitter Ink                           |                           |                                                     |                          |                                     |                         |                       |                                               | Gregg LoweC                                  |                               |                       |                                |                                |                 |
| En Sabah Nur Apocalisse                   |                           |                                                     |                          |                                     |                         |                       |                                               | Brendan PedderC                              | Oscar IsaacBerdj GarabedianCO |                       |                                |                                |                 |
| Calibano                                  |                           |                                                     |                          |                                     |                         | Stephen Merchant      |                                               |                                              | Tómas Lemarquis               |                       |                                |                                |                 |
| Cable                                     |                           |                                                     |                          |                                     |                         |                       |                                               |                                              |                               |                       |                                | Josh Brolin                    |                 |
| Nuovi Mutanti                             |                           |                                                     |                          |                                     |                         |                       |                                               |                                              |                               |                       |                                |                                |                 |
| Danielle Moonstar Mirage                  |                           |                                                     |                          |                                     |                         |                       |                                               |                                              |                               |                       |                                |                                | Blu Hunt        |
| Rahne Sinclair Wolfsbane                  |                           |                                                     |                          |                                     |                         |                       |                                               |                                              |                               |                       |                                |                                | Maisie Williams |
| Illyana Rasputin Magik                    |                           |                                                     |                          |                                     |                         |                       |                                               |                                              |                               |                       |                                |                                | Anya Taylor-Joy |
| Samuel "Sam" Guthrie Cannonball           |                           |                                                     |                          |                                     |                         |                       |                                               |                                              |                               |                       |                                |                                | Charlie Heaton  |
| Cecilia Reyes                             |                           |                                                     |                          |                                     |                         |                       |                                               |                                              |                               |                       |                                |                                | Alice Braga     |
| Umani                                     |                           |                                                     |                          |                                     |                         |                       |                                               |                                              |                               |                       |                                |                                |                 |
| William Stryker                           |                           | Brian Cox                                           |                          | Danny Huston                        |                         |                       |                                               | Josh HelmanBrian CoxA                        | Josh Helman                   |                       |                                |                                |                 |
| Moira MacTaggert                          |                           |                                                     | Olivia WilliamsC         |                                     |                         |                       | Rose Byrne                                    |                                              | Rose Byrne                    |                       |                                |                                |                 |
| Bolivar Trask                             |                           |                                                     | Bill Duke                |                                     |                         |                       |                                               | Peter Dinklage                               |                               |                       |                                |                                |                 |
| Robert Kelly                              | Bruce Davison             | Bruce Davison                                       |                          |                                     |                         |                       |                                               |                                              |                               |                       |                                |                                |                 |
| Mariko Yashida                            |                           |                                                     |                          |                                     | Tao Okamoto             |                       |                                               |                                              |                               |                       |                                |                                |                 |
| Kenuichio Harada                          |                           |                                                     |                          |                                     | Will Yun Lee            |                       |                                               |                                              |                               |                       |                                |                                |                 |
| Ms. Maximoff                              |                           |                                                     |                          |                                     |                         |                       |                                               | Zehra LevermanC                              | Zehra LevermanC               |                       |                                |                                |                 |

## Accoglienza

### Incassi
| Film                                | Data di uscita USA | Incassi ($)  | Incassi ($)    | Incassi ($) | Budget ($) |
| Film                                | Data di uscita USA | USA e Canada | Internazionale | Mondiale    | Budget ($) |
| ----------------------------------- | ------------------ | ------------ | -------------- | ----------- | ---------- |
| X-Men                               | 14 luglio 2000     | 157299718    | 139039810      | 296339528   | 75000      |
| X-Men 2                             | 2 maggio 2003      | 214949694    | 192761855      | 407711549   | 110000     |
| X-Men - Conflitto finale            | 26 maggio 2006     | 234362462    | 226072829      | 460435291   | 210000     |
| X-Men le origini - Wolverine        | 1º maggio 2009     | 179883157    | 193179707      | 373062864   | 150000     |
| Wolverine - L'immortale             | 26 luglio 2013     | 132556852    | 282271394      | 414828246   | 120000     |
| Logan: The Wolverine                | 3 marzo 2017       | 226277068    | 392902882      | 619180476   | 97000      |
| X-Men - L'inizio                    | 3 giugno 2011      | 146408305    | 206208385      | 352616690   | 160000     |
| X-Men - Giorni di un futuro passato | 23 maggio 2014     | 233921534    | 512124166      | 746045700   | 200000     |
| X-Men - Apocalisse                  | 27 maggio 2016     | 155442489    | 388491616      | 543934105   | 178000     |
| X-Men: Dark Phoenix                 | 7 giugno 2019      | 65800000     | 186500000      | 252400000   | 200000     |
| Deadpool                            | 12 febbraio 2016   | 363070709    | 419766082      | 782837347   | 58000      |
| Deadpool 2                          | 18 maggio 2018     | 324591735    | 461304874      | 785896632   | 110000     |
| The New Mutants                     | 28 agosto 2020     | 24000        | 25200000       | 49200000    | 67000      |
| Totale                              | Totale             | 2458563723   | 3625823600     | 6084488428  | 1735000    |

### Critica
- La cella grigia indica che il dato non è disponibile

| Film                               | Rotten Tomatoes      | Metacritic         | CinemaScore |
| ---------------------------------- | -------------------- | ------------------ | ----------- |
| X-Men                              | 82% (176 recensioni) | 64 (33 recensioni) | A-          |
| X-Men 2                            | 85% (250 recensioni) | 68 (37 recensioni) | A           |
| X-Men - Conflitto finale           | 56% (241 recensioni) | 58 (38 recensioni) | A-          |
| X-Men le origini - Wolverine       | 37% (261 recensioni) | 40 (39 recensioni) | B+          |
| Wolverine - L'immortale            | 71% (261 recensioni) | 61 (46 recensioni) | A-          |
| Logan: The Wolverine               | 93% (429 recensioni) | 77 (51 recensioni) | A–          |
| X-Men - L'inizio                   | 86% (299 recensioni) | 65 (38 recensioni) | B+          |
| X-Men: Giorni di un futuro passato | 90% (335 recensioni) | 75 (44 recensioni) | A           |
| X-Men: Apocalisse                  | 47% (349 recensioni) | 52 (48 recensioni) | A-          |
| X-Men: Dark Phoenix                | 22% (388 recensioni) | 43 (52 recensioni) | B-          |
| Deadpool                           | 85% (351 recensioni) | 65 (49 recensioni) | A           |
| Deadpool 2                         | 84% (419 recensioni) | 66 (51 recensioni) | A           |
| The New Mutants                    | 36% (139 recensioni) | 43 (20 recensioni) | —           |